# Pieter Schoubroeck

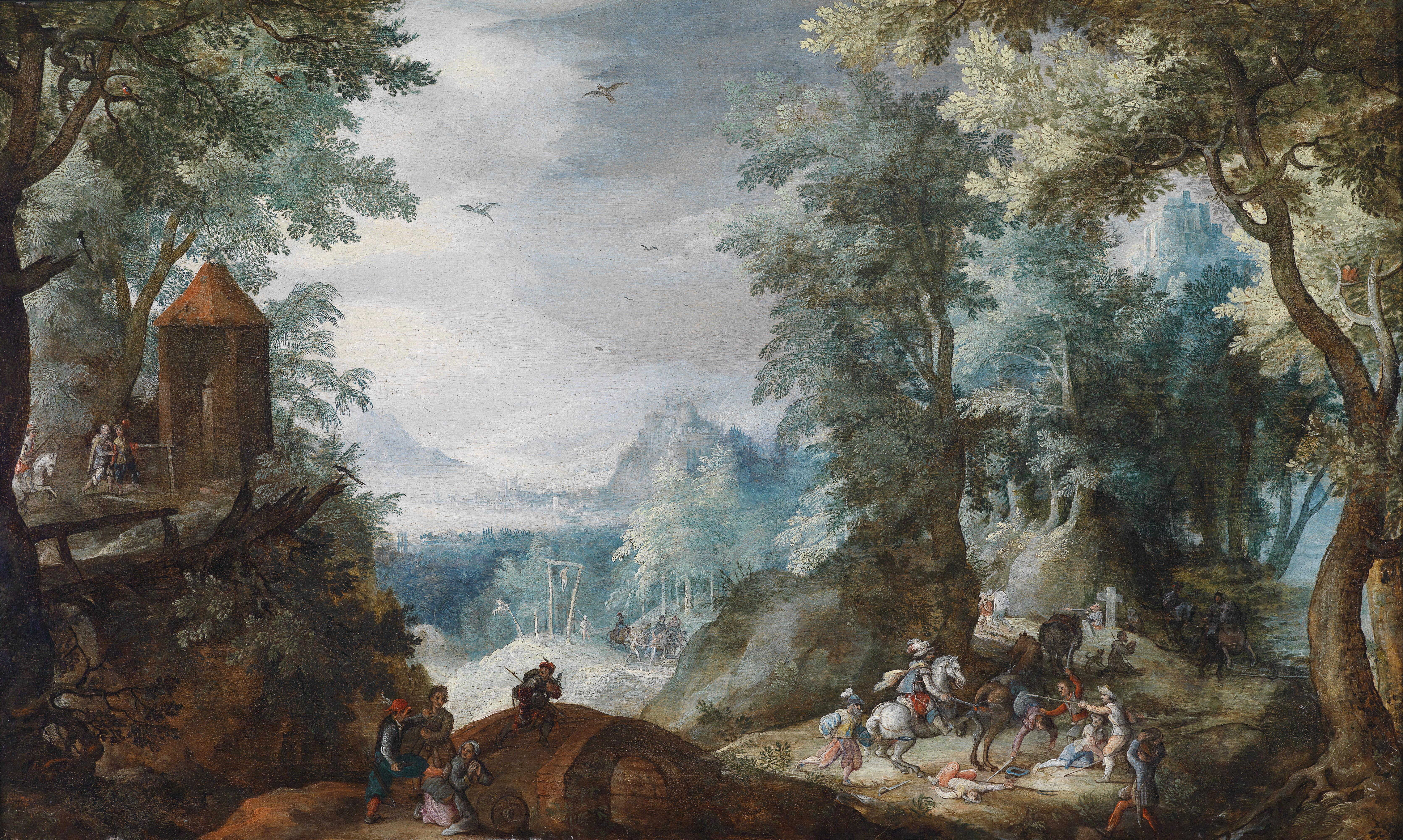
Paesaggio boscoso con una forca, 1607 circa, collezione privata

Pieter Schoubroeck, o Schaubroeck  (1570 circa – Frankenthal, 1607), è stato un pittore fiammingo.

## Biografia
Sebbene nato in Germania, nel Palatinato, e attivo spesso in tale paese, la sua famiglia era fiamminga e a tale scuola pittorica è riferibile la sua attività. Fu probabilmente allievo di Gillis van Coninxloo e negli anni 1590 è documentato a Norimberga. 
Specialista dei paesaggi, le sue opere mostrano un'adesione all'ultimo manierismo, con un debito verso i lavori di Coninxloo. 
Nel 1600 si trasferì a Frankenthal, dove morì nel 1607. Forse a causa della sua morte prematura, non c'è traccia nella sua opera delle novità contemporanee legate alla veduta orizzontale unificata attraverso una distanza più ravvicinata.